# Raionul Buceaci, Ternopil
Buceaci (în ucraineană Бучацький район, transliterat: Buceațkîi raion) este un raion în regiunea Ternopil, Ucraina. Reședința sa este orașul Buceaci.

## Demografie
Componența lingvistică a raionului Buceaci
     Ucraineană (99,62%)
     Alte limbi (0,34%)
Conform recensământului din 2001, majoritatea populației raionului Buceaci era vorbitoare de ucraineană (99,62%), existând în minoritate și vorbitori de alte limbi.